# Major League Soccer (2009)
Major League Soccer w roku 2009 był czternastym sezonem tych rozgrywek. Po raz pierwszy w historii mistrzem MLS został klub Real Salt Lake, natomiast wicemistrzem Los Angeles Galaxy.

## Sezon zasadniczy

### Konferencja Wschodnia
| #  | Drużyna                | M  | Z  | R  | P  | Bramki | Punkty | Uwagi    |
| -- | ---------------------- | -- | -- | -- | -- | ------ | ------ | -------- |
| 1. | Columbus Crew          | 30 | 13 | 10 | 7  | 41:31  | 49     | Play Off |
| 2. | Chicago Fire           | 30 | 11 | 12 | 7  | 39:34  | 45     | Play Off |
| 3. | New England Revolution | 30 | 11 | 9  | 10 | 33:37  | 42     | Play Off |
| 4. | D.C. United            | 30 | 9  | 13 | 8  | 43:44  | 40     |          |
| 5. | Toronto FC             | 30 | 10 | 9  | 11 | 37:46  | 39     |          |
| 6. | Kansas City Wizards    | 30 | 8  | 9  | 13 | 33:42  | 33     |          |
| 7. | New York Red Bulls     | 30 | 5  | 6  | 19 | 27:47  | 21     |          |

### Konferencja Zachodnia
| #  | Drużyna              | M  | Z  | R  | P  | Bramki | Punkty | Uwagi    |
| -- | -------------------- | -- | -- | -- | -- | ------ | ------ | -------- |
| 1. | Los Angeles Galaxy   | 30 | 12 | 12 | 6  | 36:31  | 48     | Play Off |
| 2. | Houston Dynamo       | 30 | 13 | 9  | 8  | 39:29  | 48     | Play Off |
| 3. | Seattle Sounders FC  | 30 | 12 | 11 | 7  | 38:29  | 47     | Play Off |
| 4. | Chivas USA           | 30 | 13 | 6  | 11 | 34:31  | 45     | Play Off |
| 5. | Real Salt Lake       | 30 | 11 | 7  | 12 | 43:35  | 40     | Play Off |
| 6. | Colorado Rapids      | 30 | 10 | 10 | 10 | 42:38  | 40     |          |
| 7. | FC Dallas            | 30 | 11 | 6  | 13 | 50:47  | 39     |          |
| 8. | San Jose Earthquakes | 30 | 7  | 9  | 14 | 36:50  | 30     |          |

Aktualne na 8 kwietnia 2018. Źródło:
Zasady ustalania kolejności: 1. liczba zdobytych punktów; 2. różnica zdobytych bramek; 3. większa liczba zdobytych bramek.

## Play off
W ćwierćfinale rozgrywano dwumecze, nie obowiązywała zasada bramek na wyjeździe. Półfinały i finał rozgrywano w formie pojedynczego meczu. Gdy rywalizacja w dwumeczu ćwierćfinałowym jak i w meczach półfinałowych lub finałowym był remis, rozgrywano dogrywkę 2 x 15 minut.

### Ćwierćfinał

#### Para nr 1
| 131 października 2009 | Real Salt Lake     | 1:0   | Columbus Crew     |                                                                            |
| 16:30 MDT             | Robbie Findley 88' | (0:0) |                   | Rio Tinto Stadium, Salt Lake City, Utah Widzów: 11 499 Sędzia: Mark Geiger |
| 16:30 MDT             | Kyle Beckerman 38' | (0:0) | 19' Brian Carroll | Rio Tinto Stadium, Salt Lake City, Utah Widzów: 11 499 Sędzia: Mark Geiger |

| 25 listopada 2009 | Columbus Crew                       | 2:3   | Real Salt Lake                                                    |                                                                              |
| 20:00 EST         | Guillermo Barros Schelotto 17', 35' | (2:2) | 37' Javier Morales · 45+2' (k) Robbie Findley · 77' Andy Williams | Columbus Crew Stadium, Columbus, Ohio Widzów: 10 109 Sędzia: Silviu Petrescu |
| 20:00 EST         | O'Rourke 48' · Alejandro Moreno 59' | (2:2) | 68' Jámison Olave                                                 | Columbus Crew Stadium, Columbus, Ohio Widzów: 10 109 Sędzia: Silviu Petrescu |

Dwumecz wygrało Real Salt Lake wynikiem 4:2.

#### Para nr 2
| 11 listopada 2009 | New England Revolution                   | 2:1   | Chicago Fire         |                                                                                    |
| 14:00 EST         | Emmanuel Osei 45+1' · Shalrie Joseph 75' | (1:1) | 17' Chris Rolfe      | Gillette Stadium, Foxborough, Massachusetts Widzów: 7 416 Sędzia: Baldomero Toledo |
| 14:00 EST         | Kevin Alston 41'                         | (1:1) | 90+3' Baggio Hušidić | Gillette Stadium, Foxborough, Massachusetts Widzów: 7 416 Sędzia: Baldomero Toledo |

| 27 listopada 2009 | Chicago Fire                                                          | 2:0   | New England Revolution |                                                                    |
| 19:30 CST         | John Thorrington 35' · Cuauhtémoc Blanco 83'                          | (1:0) |                        | Toyota Park, Bridgeview, Illinois Widzów: 21 528 Sędzia: Alex Prus |
| 19:30 CST         | 17' Abdoulie Mansally · 36' Edgaras Jankauskas · 85' Jeff Larentowicz | (1:0) |                        | Toyota Park, Bridgeview, Illinois Widzów: 21 528 Sędzia: Alex Prus |

Dwumecz wygrało Chicago Fire wynikiem 3:2.

#### Para nr 3
| 11 listopada 2009 | Chivas USA                            | 2:2   | Los Angeles Galaxy                  |                                                                          |
| 20:00 PST         | Maicon Santos 4' · Maykel Galindo 50' | (1:2) | 14' Mike Magee · 41' Landon Donovan | Home Depot Center, Carson, Kalifornia Widzów: 25 218 Sędzia: Kevin Stott |
| 20:00 PST         | Marcelo Saragosa 81'                  | (1:2) | 27' Christopher Birchall            | Home Depot Center, Carson, Kalifornia Widzów: 25 218 Sędzia: Kevin Stott |

| 28 listopada 2009 | Los Angeles Galaxy     | 1:0   | Chivas USA                                                                                         |                                                                              |
| 16:30 PST         | Landon Donovan 73' (k) | (0:0) | | Home Depot Center, Carson, Kalifornia Widzów: 27 000 Sędzia: Ricardo Salazar |
| 16:30 PST         | Sean Franklin 60'      | (0:0) | 39' Carey Talley · 72' Zach Thornton · 79' Paulo Nagamura · 79' Yamith Cuesta · 90' Sacha Kljestan | Home Depot Center, Carson, Kalifornia Widzów: 27 000 Sędzia: Ricardo Salazar |

Dwumecz wygrało Los Angeles Galaxy wynikiem 3:2.

#### Para nr 4
| 129 października 2009 | Seattle Sounders                                        | 0:0                                                  | Houston Dynamo |                                                                         |
| 19:00 PDT             |                                                         |                                                      |                | Qwest Field, Seattle, Waszyngton Widzów: 35 807 Sędzia: Ricardo Salazar |
| 19:00 PDT             | Fredy Montero 16' · Osvaldo Alonso 64' · Brad Evans 68' | 16' Pat Onstad · 71' Brian Mullan · 75' Mike Chabala |                | Qwest Field, Seattle, Waszyngton Widzów: 35 807 Sędzia: Ricardo Salazar |

| 28 listopada 2009 | Houston Dynamo                       | 1:0 (pd.)  | Seattle Sounders                                                |                                                                          |
| 15:00 CST         | Brian Ching 96'                      | (0:0, 0:0) |                                                                 | Robertson Stadium, Houston, Teksas Widzów: 27 465 Sędzia: Jorge Gonzalez |
| 15:00 CST         | Mike Chabala 44' · Geoff Cameron 93' | (0:0, 0:0) | 24' Tyrone Marshall · 120' James Riley · 120' Fredrik Ljungberg | Robertson Stadium, Houston, Teksas Widzów: 27 465 Sędzia: Jorge Gonzalez |

Dwumecz wygrało Houston Dynamo wynikiem 1:0.

### Półfinał
| 113 listopada 2009 | Los Angeles Galaxy                             | 2:0 (pd.)  | Houston Dynamo                                                 |                                                                           |
| 20:00 PST          | Gregg Berhalter 103' · Landon Donovan 109' (k) | (0:0, 0:0) |                                                                | Home Depot Center, Carson, Kalifornia Widzów: 25 373 Sędzia: Terry Vaughn |
| 20:00 PST          | Dema Kovalenko 77' · Landon Donovan 89'        | (0:0, 0:0) | 26' Brian Mullan · 111' Bobby Boswell · 119' Luis Ángel Landín | Home Depot Center, Carson, Kalifornia Widzów: 25 373 Sędzia: Terry Vaughn |

| 214 listopada 2009 | Chicago Fire | 0:0 k. 4:5                                                                      | Real Salt Lake |                                                                          |
| 19:00 CST          | |                                                                                 | | Toyota Park, Bridgeview, Illinois Widzów: 21 723 Sędzia: Ricardo Salazar |
| 19:00 CST          | John Thorrington 92' · Brandon Prideaux 101' · Cuauhtémoc Blanco 116'                                               | 39' Javier Morales · 75' Chris Wingert · 99' Kyle Beckerman · 110' Will Johnson | | Toyota Park, Bridgeview, Illinois Widzów: 21 723 Sędzia: Ricardo Salazar |
| 19:00 CST          | · Cuauhtémoc Blanco · Brian McBride · Wilman Conde · John Thorrington · C.J. Brown · Logan Pause · Brandon Prideaux | Rzuty karne                                                                     | · Clint Mathis · Javier Morales · Robbie Findley · Kyle Beckerman · Will Johnson · Fabián Espíndola · Ned Grabavoy | Toyota Park, Bridgeview, Illinois Widzów: 21 723 Sędzia: Ricardo Salazar |

### Finał
| 22 listopada 2009 | Real Salt Lake                                                                                                   | 1:1 k. 5:4         | Los Angeles Galaxy                                                                                            |                                                                     |
| 17:30 PST         | Robbie Findley 64'                                                                                               | (0:1, 1:1, k. 5:4) | 41' Mike Magee                                                                                                | Qwest Field, Seattle, Waszyngton Widzów: 46 011 Sędzia: Kevin Stott |
| 17:30 PST         | Will Johnson 14'                                                                                                 | (0:1, 1:1, k. 5:4) | 39' Christopher Birchall                                                                                      | Qwest Field, Seattle, Waszyngton Widzów: 46 011 Sędzia: Kevin Stott |
| 17:30 PST         | · Clint Mathis · Robbie Findley · Kyle Beckerman · Ned Grabavoy · Andy Williams · Chris Wingert · Robbie Russell | Rzuty karne        | · David Beckham · Gregg Berhalter · Jovan Kirovski · Landon Donovan · Mike Magee · Chris Klein · Edson Buddle | Qwest Field, Seattle, Waszyngton Widzów: 46 011 Sędzia: Kevin Stott |